# Chiesa greco-cattolica slovacca

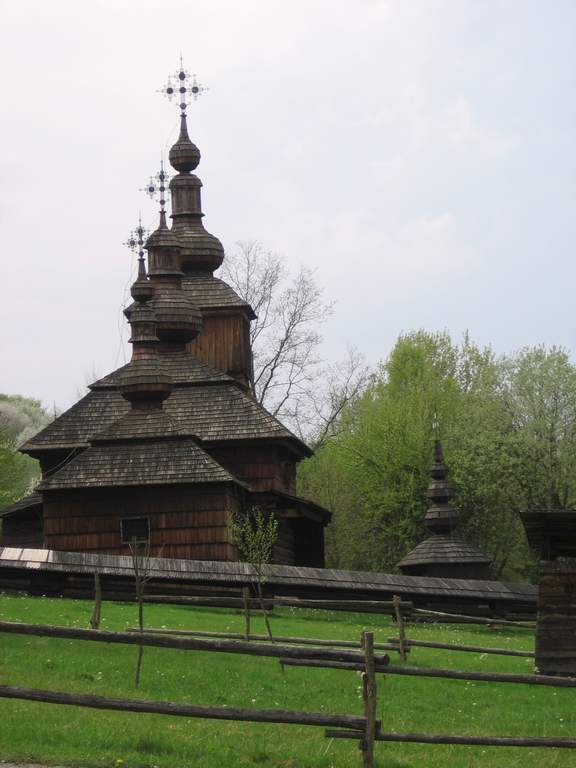
Una tradizionale chiesa in legno a Svidník, nella Slovacchia nordorientale

La Chiesa greco-cattolica slovacca è una Chiesa metropolitana sui iuris di rito bizantino, parte della Chiesa cattolica in piena comunione con la Santa Sede. Secondo le statistiche dell'Osservatore Romano nel 2008, la Chiesa conta circa 350.000 fedeli.

## Storia
A partire dall'Unione di Užhorod del 1646, che fu unanimemente accettata sul territorio che include l'odierna Slovacchia orientale, la storia della Chiesa greco-cattolica slovacca si è intrecciata con quella della Chiesa greco-cattolica rutena per secoli.
Al termine della Prima guerra mondiale, la maggior parte dei ruteni e slovacchi di rito bizantino si trovavano entro il territorio cecoslovacco, che comprendeva due diocesi, Prešov e Mukačevo. Fra le guerre mondiali, ebbe luogo fra questi cattolici di rito bizantino una significativa migrazione verso la Chiesa ortodossa cecoslovacca. Eretta il 22 settembre 1818, l'eparchia di Prešov fu sottratta nel 1937 dalla giurisdizione del primate d'Ungheria e resa immediatamente soggetta alla Santa Sede.
Dopo la Seconda guerra mondiale, l'eparchia di Mukačevo nella Rutenia subcarpatica fu annessa dall'Unione Sovietica, di conseguenza l'eparchia di Prešov ebbe giurisdizione su tutti i greco-cattolici rimasti in Cecoslovacchia.
Dopo che i comunisti si impadronirono del paese nell'aprile del 1950, a Prešov fu convocato un falso sinodo dove cinque preti ed alcuni laici firmarono un documento che dichiarava l'unione con Roma interrotta e domandava di essere ricevuta nella giurisdizione del Patriarcato di Mosca, in seguito Chiesa ortodossa di Cecoslovacchia. L'eparca di Prešov Pavol Peter Gojdič e il suo ausiliare Vasiľ Hopko furono incarcerati e Gojdič fu ucciso nel 1960. Entrambi sono stati beatificati da Giovanni Paolo II.
Il regime cecoslovacco dichiarò soppressa la Chiesa greco-cattolica, che continuò ad operare clandestinamente. Alcuni fedeli incominciarono a frequentare la Chiesa cattolica di rito romano. In alcuni villaggi le comunità, prive di sacerdoti, continuarono a riunirsi per anni, recitando le parti della Divina Liturgia riservate ai fedeli e osservando il silenzio durante le parti che avrebbe dovuto recitare il sacerdote mancante. Per i sacramenti si rivolgevano ai sacerdoti del rito romano e i battesimi erano a volte amministrati dai laici.
Durante la Primavera di Praga del 1968 alle vecchie parrocchie greco-cattoliche fu consentito il ritorno alla fede cattolica. Di 292 parrocchie, 205 votarono per ristabilire la comunione con Roma. Questa fu una delle poche riforme di Alexander Dubček che sopravvissero all'invasione sovietica del 1968. Tuttavia, la maggior parte degli edifici di culto restò in mano alla Chiesa ortodossa.
Dopo la caduta del comunismo con la Rivoluzione di velluto del 1991 e la divisione della Cecoslovacchia in Repubblica Ceca e Slovacchia, la maggior parte delle proprietà della Chiesa è stata restituita alla Chiesa greco-cattolica slovacca entro il 1993. È stato eretto un vicariato apostolico per i greco-cattolici in Repubblica Ceca, elevato nel 1996 ad esarcato apostolico con circa 9.000 fedeli. Nel 1997 papa Giovanni Paolo II eresse l'esarcato apostolico di Košice.
Il 30 gennaio 2008 papa Benedetto XVI ha riorganizzato la Chiesa greco-cattolica slovacca rendendola una Chiesa metropolitana sui iuris con l'elevazione ad arcieparchia metropolitana dell'eparchia di Prešov, l'elevazione dell'esarcato apostolico di Košice ad eparchia e l'erezione dell'eparchia di Bratislava. L'esarcato apostolico della Repubblica Ceca è, invece, parte della Chiesa greco-cattolica rutena.
Il 3 marzo 2022 papa Francesco ha trasferito la giurisdizione dell'eparchia dei Santi Cirillo e Metodio di Toronto, contestualmente ridotta al rango di esarcato, dalla Chiesa metropolitana sui iuris di Prešov a quella di Pittsburgh dei Bizantini.

## All'estero
Fra gli emigrati in America settentrionale, i greco-cattolici slovacchi non furono separati dai ruteni. Nel 1980 fu istituita l'eparchia dei Santi Cirillo e Metodio di Toronto per i residenti in Canada; il 3 marzo 2022 l'eparchia è passata sotto la giurisdizione della Chiesa greco-cattolica rutena ed è stata ridotta ad esarcato apostolico. Gli emigrati slovacchi negli Stati Uniti sono sottoposti alla giurisdizione delle locali eparchie della Chiesa greco-cattolica rutena.

## Struttura

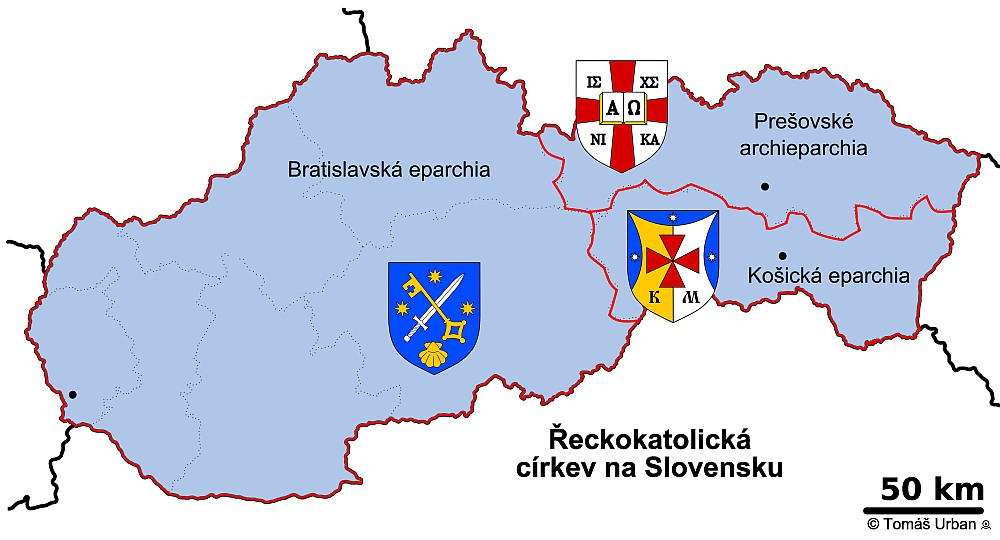
Mappa delle eparchie in Slovacchia.

Sono tre le circoscrizioni ecclesiastiche della Chiesa greco-cattolica slovacca, che costituiscono la provincia ecclesiastica di Prešov, nel territorio proprio di questa Chiesa sui iuris.
- Arcieparchia di Prešov che ha come suffraganee:
  - Eparchia di Košice
  - Eparchia di Bratislava

## Calendario ecclesiastico
Il calendario ecclesiastico greco-cattolico slovacco ha inizio il 1º settembre.

## Consiglio della Chiesa
Elenco dei presidenti del Consiglio della Chiesa slovacca:
- Arcivescovo Ján Babjak, S.I., dal 2009

Elenco dei segretari generali del Consiglio della Chiesa slovacca:
- Presbitero Marcel Mojzeš (1º ottobre 2008 - 21 ottobre 2010)
- Presbitero Michal Onderko, dal 21 ottobre 2010